# Yvan Quentin
Pour les articles homonymes, voir Quentin (homonymie).
Yvan Quentin est un joueur de football suisse né le 2 mai 1970, à Collombey-Muraz en Valais. Il a participé à la Coupe du monde 1994. Il est le neveu de René-Pierre qui participa à la Coupe du monde 1966.

## Biographie

### En club
- 1989-1998  FC Sion
- 1998-1999  Neuchâtel Xamax FC
- 1999-2003  FC Zurich
- 2003-2004  FC Sion

### En sélection
41 sélections